# Sarah Grappin
Sarah Grappin (* 11. August 1978 in Paris) ist eine französische Schauspielerin.

## Biografie
Sarah Grappin wurde 1994 von Alain Corneau entdeckt, der an ihrem Gymnasium ein Casting für die weibliche Hauptrolle in seinem Film Le Nouveau Monde (1995) ausrief. Sie erhielt die Rolle in dem Melodram und spielte an der Seite von Alicia Silverstone und James Gandolfini den Part der Marie-José, die gemeinsam mit ihrem Jugendfreund Patrick (gespielt von Laiendarsteller Nicolas Chatel) in Orléans um 1959 dem Lebensstil der dort stationierten US-amerikanischen Soldaten nacheifert. Drei Jahre später mimt sie die Sophie in Olivier Pérays preisgekrönter Tragikomödie Schule der Verführung (1998) neben Vincent Elbaz und Bruno Putzulu und tritt seitdem regelmäßig in französischen Kino- und Fernsehproduktionen in Erscheinung, hauptsächlich in Dramen.
Ende der 1990er Jahre war Grappin mit einer Episode in der britischen Krimiserie The Bill und Jian-zhong Huangs chinesischen Historiendrama My 1919 auch in internationalen Film- und Fernsehproduktionen vertreten, doch erst 2002 gelang ihr der Durchbruch als Schauspielerin mit Jacques Maillot Drama Froid comme l’été, mit dem sie bereits 1999 an dem Romantikfilm Nos vies heureuses zusammengearbeitet hatte. In dem von ARTE produzierten Fernsehfilm schlüpft Grappin neben Nathalie Richard in die Rolle einer alleinerziehenden, vereinsamten jungen Mutter, die eines Tages das öde Pariser Vorstadtleben und ihr achtzehn Monate altes Kind zurücklässt, um ein paar Tage am Meer zu verbringen, mit fatalen Konsequenzen. Der Part der verantwortungslosen Rachel, basierend auf einem authentischen Fall, brachte ihr den Darstellerpreis bei der vierten Auflage des Festival de la Fiction TV in Saint-Tropez und das Lob der Kritiker ein, die ihre Schauspielleistung als „großartig“, „rätselhaft“ und „makellos“ bewerteten. Ebenso löste das Thema des Films eine Debatte in Frankreich über so genannte Rabenmütter aus. Drei Jahre später wurde der Film ebenso erfolgreich von ARTE in Deutschland unter dem Titel Mutterseelenallein ausgestrahlt.
Parallel zu ihrer Film- und Fernsehkarriere nahm Sarah Grappin zwei Jahre Schauspielunterricht, begann ein Literaturstudium an der Pariser Sorbonne und konnte 2003 an den Erfolg von Froid comme l’été mit Bruno Bontzolakis Kinoproduktion Je t’aime, je t’adore anknüpfen. Der Part der hoffnungsvollen, schwangeren Freundin des unreifen Manuel Blanc, die sich ihrer freien Sexualität mit einem Bademeister (gespielt von Clovis Cornillac) hingibt, lobte die französische Kritik als „diskret authentisch“ und eine der Stärken eines sonst eher kurzatmigen Films. 2004 brachte ihr Je t’aime, je t’adore neben unter anderem Eva Green (Die Träumer) eine Nominierung für den renommierten Nachwuchsdarstellerpreis Prix Michel-Simon ein, der aber an Stéphanie Michelini (Wild Side) und Lola Naymark (Die Perlenstickerinnen) verliehen wurde. 2005 gehörte Grappin zum Schauspielensemble von Robert Guédiguians mit dem César preisgekrönter Filmbiografie Letzte Tage im Elysée, in der Michel Bouquet in die Rolle des verstorbenen französischen Präsidenten François Mitterrand (1916–1996) schlüpfte. 2007 agierte sie zum dritten Mal unter der Regie von Jacques Maillot in dem Krimidrama Les Liens du sang (2008), in dem François Cluzet und Guillaume Canet zwei rivalisierende Brüder mimen, die um die Gunst ihrer Familie buhlen.

## Filmografie (Auswahl)
- 1995: Le Nouveau Monde
- 1998: Schule der Verführung (Petits désordres amoureux)
- 1999: Nos vies heureuses
- 1999: My 1919 (Wo de 1919)
- 2001: Julie Lescaut (Fernsehserie, 1 Folge)
- 2002: Mutterseelenallein (Froid comme l’été, TV)
- 2003: Je t’aime, je t’adore
- 2005: Letzte Tage im Elysée (Le promeneur du Champ de Mars)
- 2005: L’Homme pressé (TV)
- 2005: Foon
- 2006: Nocturnes
- 2007: Les Yeux bandés
- 2008: Rivals (Les Liens du sang)
- 2008: La Tangente
- 2008: Répercussions (TV)
- 2009: Ah! La libido
- 2010: La fille de l’homme (Kurzfilm)
- 2011: À Trois (Kurzfilm)
- 2016: Spin – Paris im Schatten der Macht (Les hommes de l’ombre, Fernsehserie, 4 Folgen)
- 2018: Call My Agent! (Dix pour cent, Fernsehserie, eine Folge)

## Auszeichnungen
Festival de la Fiction TV
- 2002: Beste Darstellerin für Mutterseelenallein

Acteurs à l'Écran
- 2004: nominiert für den Prix Michel-Simon als Beste Darstellerin für Je t’aime, je t’adore